# Warwariwka (rejon czuhujewski)
Warwariwka (ukr. Варварівка) – wieś na Ukrainie, w obwodzie charkowskim, w rejonie czuhujewskim, w hromadzie Wołczańsk. W 2001 liczyła 757 mieszkańców, wśród których 670 wskazało jako ojczysty język ukraiński, 62 rosyjski, 2 węgierski, 1 białoruski, a 22 inny.